# 缅甸佛教青年会
佛教青年会是缅甸的一个佛教公民社會組織。

## 历史
缅甸佛教青年会于1906年在仰光成立  。該組織的宗旨是保护缅甸的佛教文化。
1916年，缅甸佛教青年会公開反对英国统治緬甸。
1918年，缅甸佛教青年会分裂。  :p.153–154 當時英国驻缅總督拒絕将在印度实施的改革扩大到缅甸。1919年5月，缅甸佛教青年会舉行抗议，并派代表团前往伦敦，要求英国把在印度的改革扩大到缅甸。1948年缅甸独立后，缅甸佛教青年会表示要退出政壇。 
2019年，缅甸佛教青年会重返政治舞台，並且与缅甸国防军及聯邦團結發展黨结盟。 
2021年緬甸軍事政變后，缅甸佛教青年会发表公开声明支持缅甸国防军。 